# Expédition 60 (ISS)
Insigne de la mission
Équipage de l'expédition 60
Chronologie
Expédition 59 Expédition 61
L'expédition 60 est le 60e roulement de l'équipage de l'ISS. Elle est dirigée par Alekseï Ovtchinine.

## Équipage
| Rôle               | Première partie (juin à juillet)               | Seconde partie (juillet à octobre)              |
| ------------------ | ---------------------------------------------- | ----------------------------------------------- |
| Commandant         | Alekseï Ovtchinine - RSA Troisième vol spatial | Alekseï Ovtchinine - RSA Troisième vol spatial  |
| Ingénieur de vol 1 | Nick Hague - NASA Second vol spatial           | Nick Hague - NASA Second vol spatial            |
| Ingénieur de vol 2 | Christina Koch - NASA Premier vol spatial      | Christina Koch - NASA Premier vol spatial       |
| Ingénieur de vol 3 |                                                | Aleksandr Skvortsov - RSA Troisième vol spatial |
| Ingénieur de vol 4 |                                                | Luca Parmitano - ESA Deuxième vol spatial       |
| Ingénieur de vol 5 |                                                | Andrew Morgan - NASA Premier vol spatial        |

Sources,.

## Déroulement
Alekseï Ovtchinine, Nick Hague et Christina Koch sont déjà à bord de l'ISS, transférés de l'expédition 59,. Alekseï Ovtchinine assure le commandement de la Station. Aleksandr Skvortsov, Luca Parmitano et Andrew Morgan sont arrivés à bord du Soyouz MS-13 en juillet. Ils doivent, dans le cadre du CCDev, s'occuper des missions de préparation SpaceX-DM2 et Boe-OFT.
Les astronautes Nick Hague et Andrew Morgan conduisent une sortie extra-véhiculaire le 21 août pour installer le second International Docking Adapter, au zénith du module Harmony. Ce port d'amarrage permettra d'accueillir les véhicules CST-100 Starliner de Boeing et Crew Dragon de SpaceX.
Le 26 août, l'équipage du Soyouz MS-13 repositionne son véhicule sur le port au zénith du module Poisk, après l'avoir désarrimé du port arrière de Zvesda. Cela a permis de laisser le port arrière de Zvesda au vol inhabité Soyouz MS-14, qui ne parvenait pas à s'arrimer à Poisk en raison d'une défaillance du système Kours. Le commandant du MS-13 Aleksandr Skvortsov pouvait arrimer manuellement son véhicule à Poisk sans l'aide du Kours.
L'équipage procède à des prélèvements de sang, d'urine et de salive dans le cadre de l'expérience Fluid Shifts. Cette expérience étudie les changements vasculaires causés par la vie en micropesanteur, en particulier dans la tête et dans les yeux.
Durant leur mission, ils accueillent le vol inhabité du Soyouz MS-14. Vers la fin de l'expédition, la mission Soyouz MS-15 arrive avec le premier astronaute émirati, Hazza Al Mansouri. Huit jours plus tard, l'Émirati repart à bord du Soyouz MS-12, Christina Koch lui laissant sa place.

## Vols non habités vers la Station
Les missions de ravitaillement qui sont arrivées à la Station au cours de l'Expédition 60 :
| Véhicule - numéro de vol ISS | Pays       | Mission     | Lanceur    | Port d'amarrage | Tir (UTC)                   | Arrimage (UTC)           | Désarrimage (UTC)        | Durée     | Désorbitation              |
| ---------------------------- | ---------- | ----------- | ---------- | --------------- | --------------------------- | ------------------------ | ------------------------ | --------- | -------------------------- |
| SpaceX CRS-18 - SpX-18       | Etats-Unis | Logistique  | Falcon 9   | Harmony nadir   | 25 juillet 2019, 22:01:56   | 27 juillet 2019, 16:01   | 27 août 2019, 12:25      | 31 jours  | 27 août 2019, 19:22        |
| Progress MS-12 - ISS 73P     | Russie     | Logistique  | Soyuz-2.1a | Pirs nadir      | 31 juillet 2019, 12:10:46   | 31 juillet 2019, 15:29   | 29 novembre 2019, 10:25  | 121 jours | 29 novembre 2019, 14:11    |
| Soyouz MS-14 - ISS 60S       | Russie     | Vol d'essai | Soyuz-2.1a | Zvezda arrière  | 22 août 2019, 03:38:32      | 27 août 2019, 03:08      | 6 septembre 2019, 18:14  | 10 jours  | 6 septembre 2019, 20:37:20 |
| Kounotori 8 - HTV-8          | Japon      | Logistique  | H-IIB      | Harmony nadir   | 24 septembre 2018, 16:05:05 | 28 septembre 2019, 14:09 | 1er novembre 2019, 13:45 | 34 jours  | 3 novembre 2019, 02:09     |

## Galerie

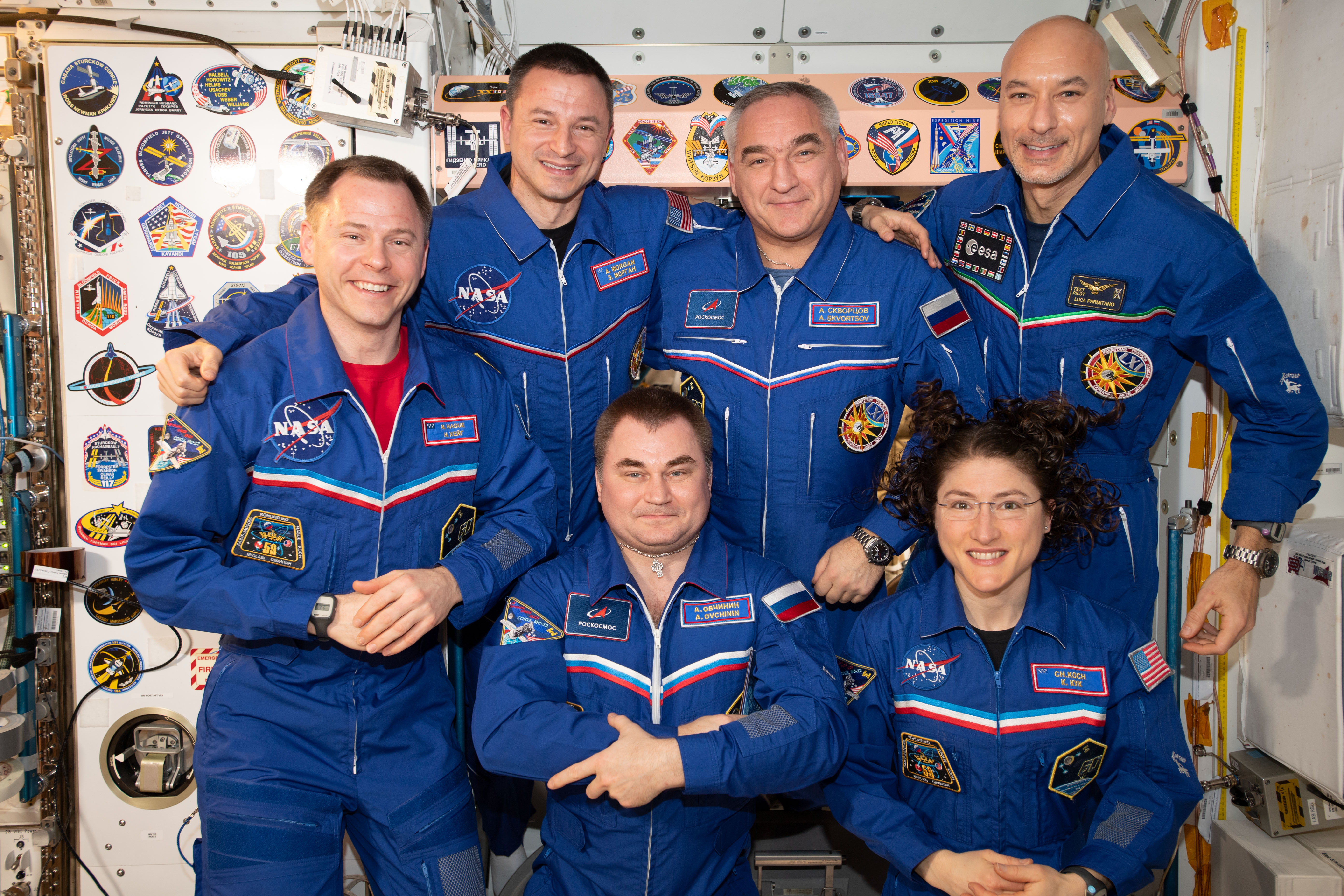
Portrait de l'équipage à bord du module Unity
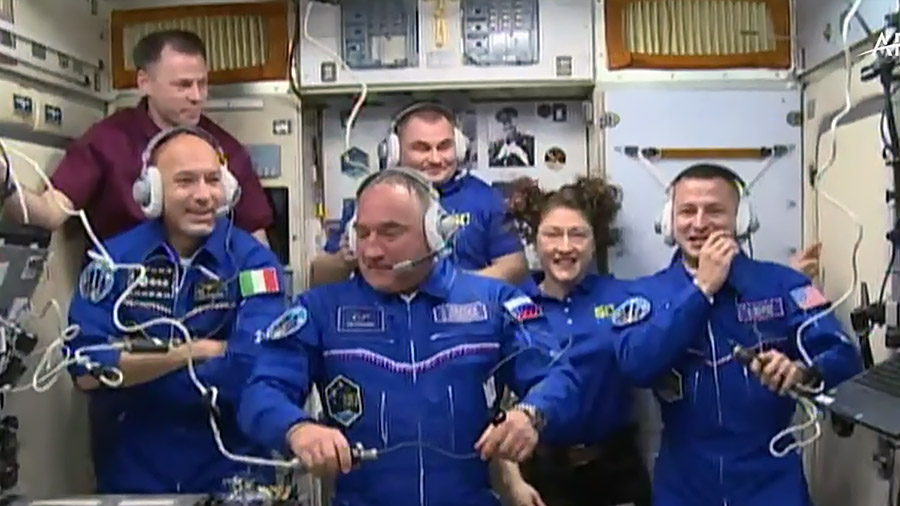
Cérémonie d'arrivée dans le module Zvezda
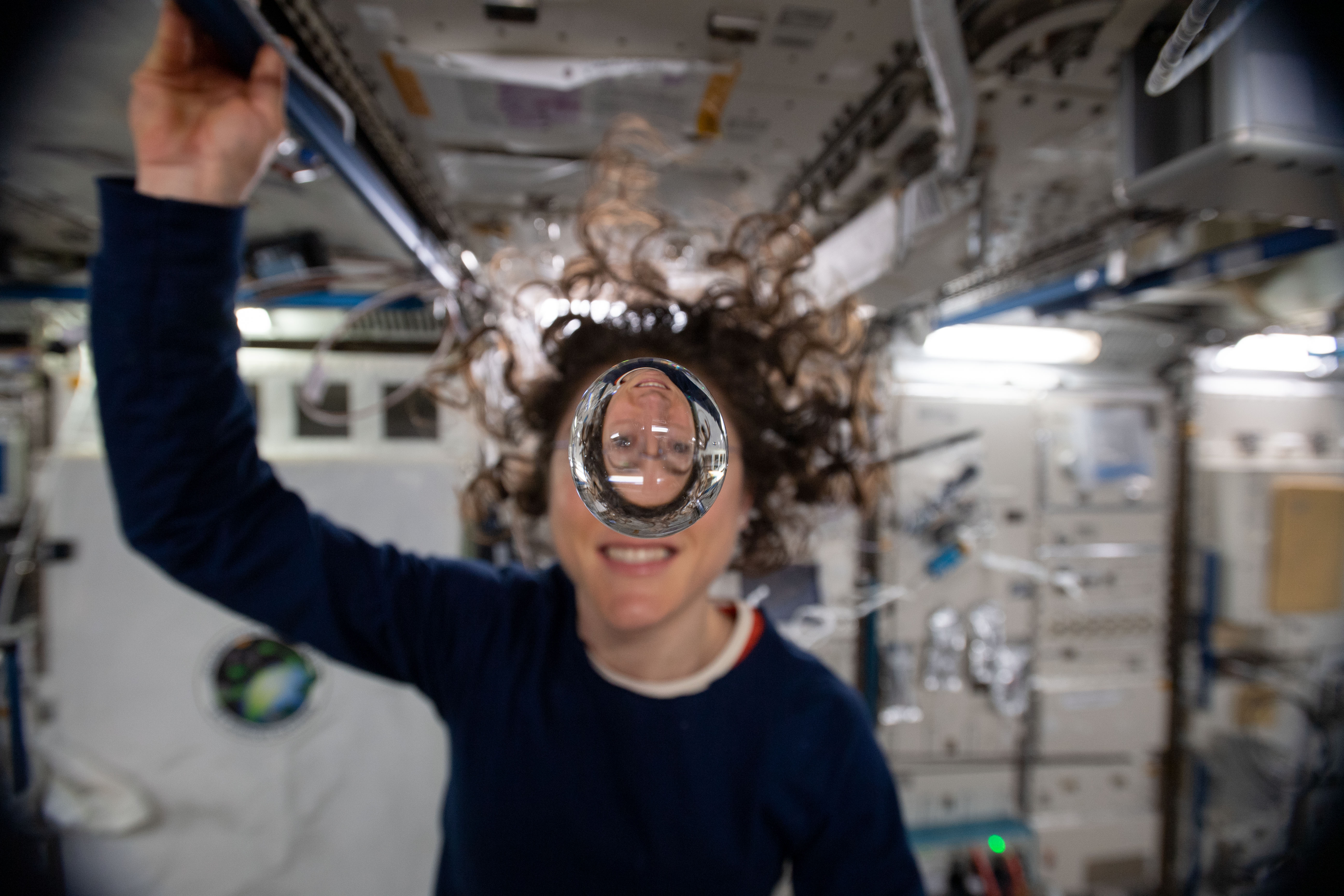
Christina Koch à travers une bulle d'eau, dans le laboratoire Kibo
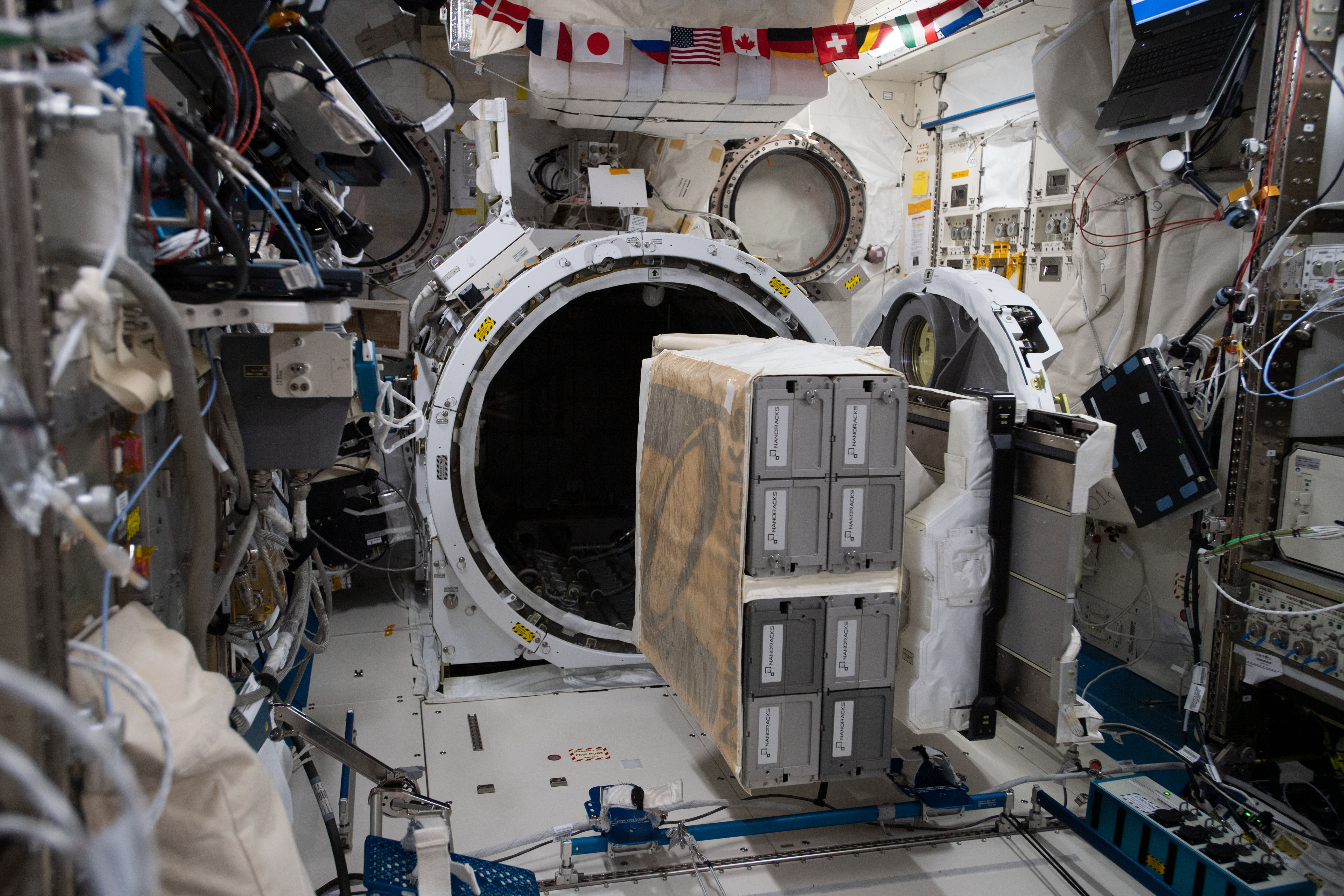
Des CubeSats prêts à être déployés depuis Kibo
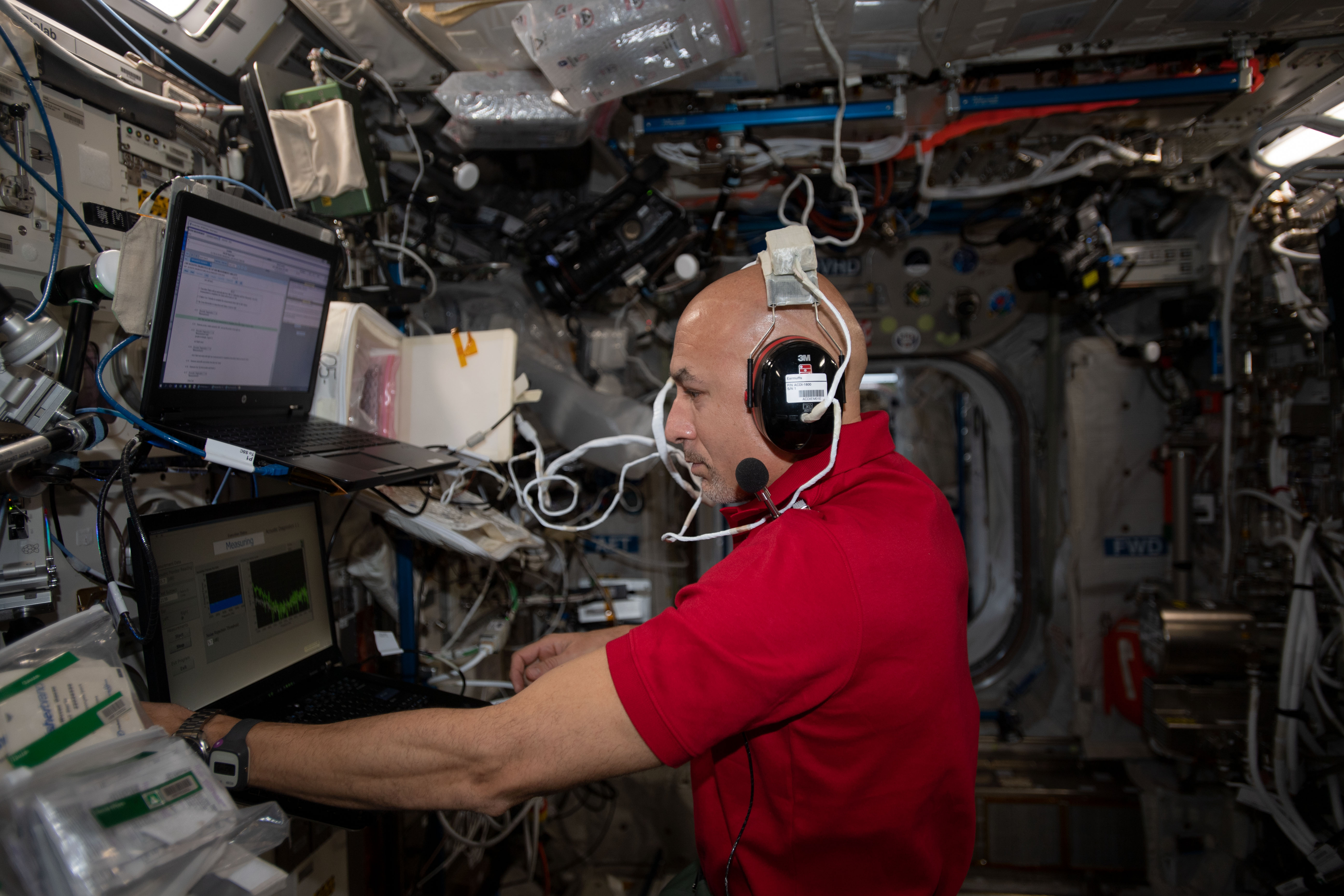
Luca Parmitano réalise un test d'audition à bord du laboratoire Columbus
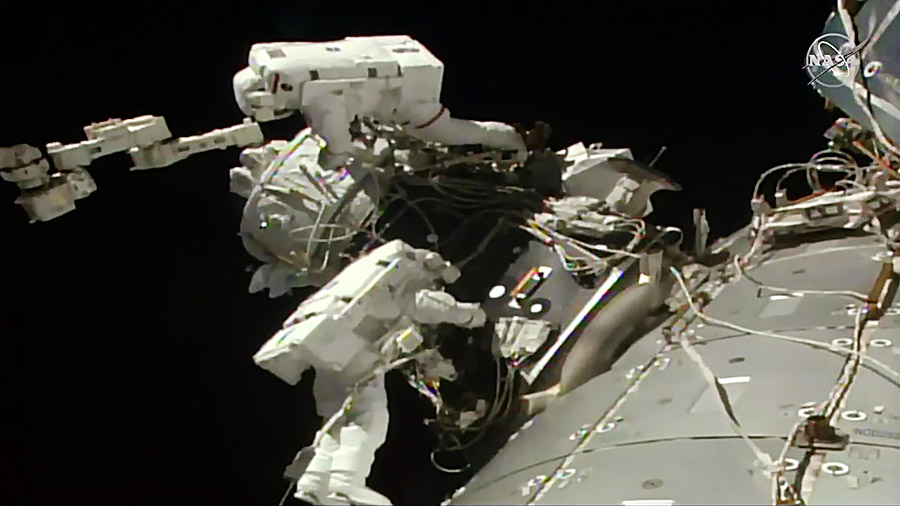
Hague et Morgan travaillant sur le second International Docking Adapter lors de la sortie extra-véhiculaire
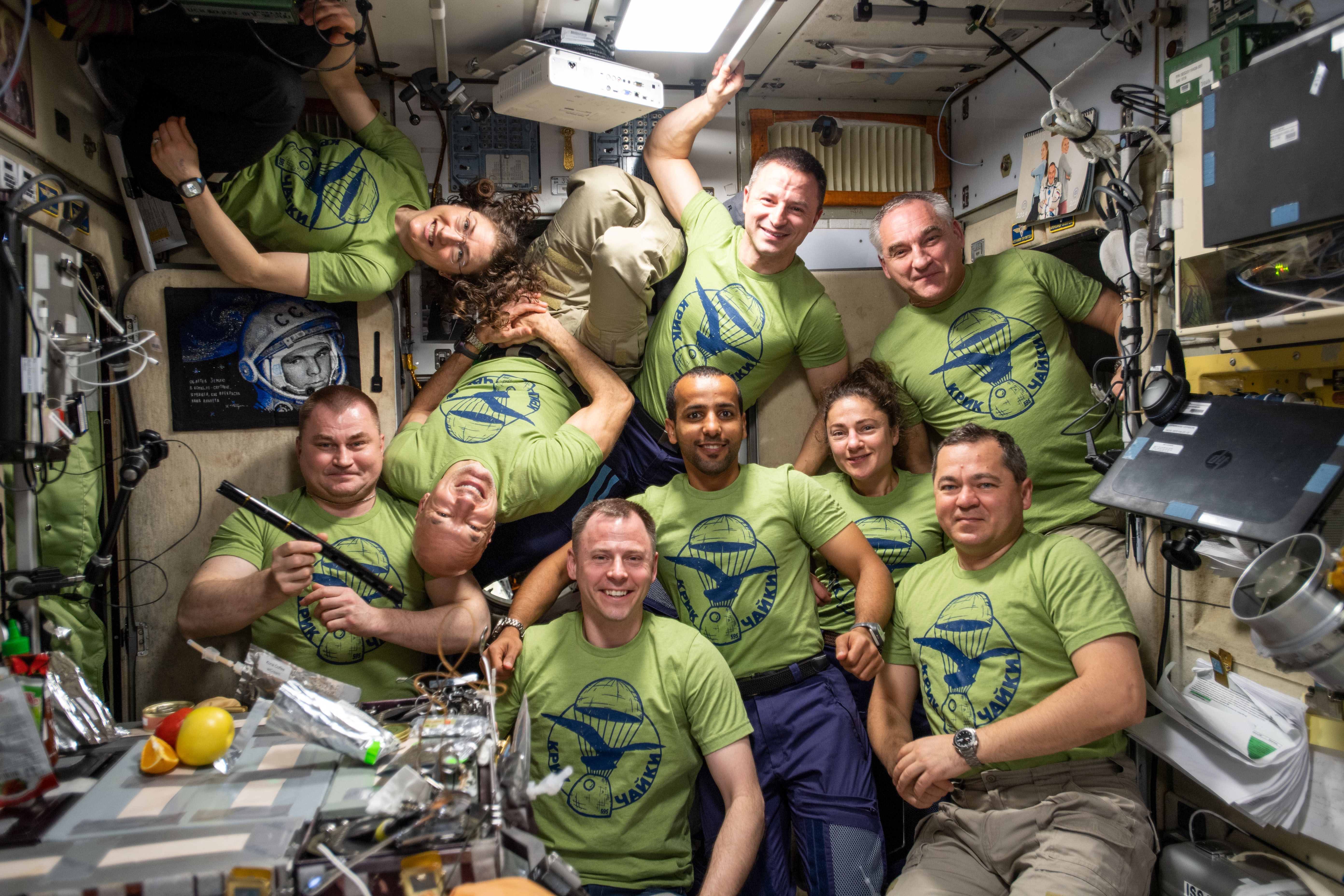
Portrait des neuf résidents, après l'arrivée du Soyouz MS-15, comprenant le premier astronaute émirati
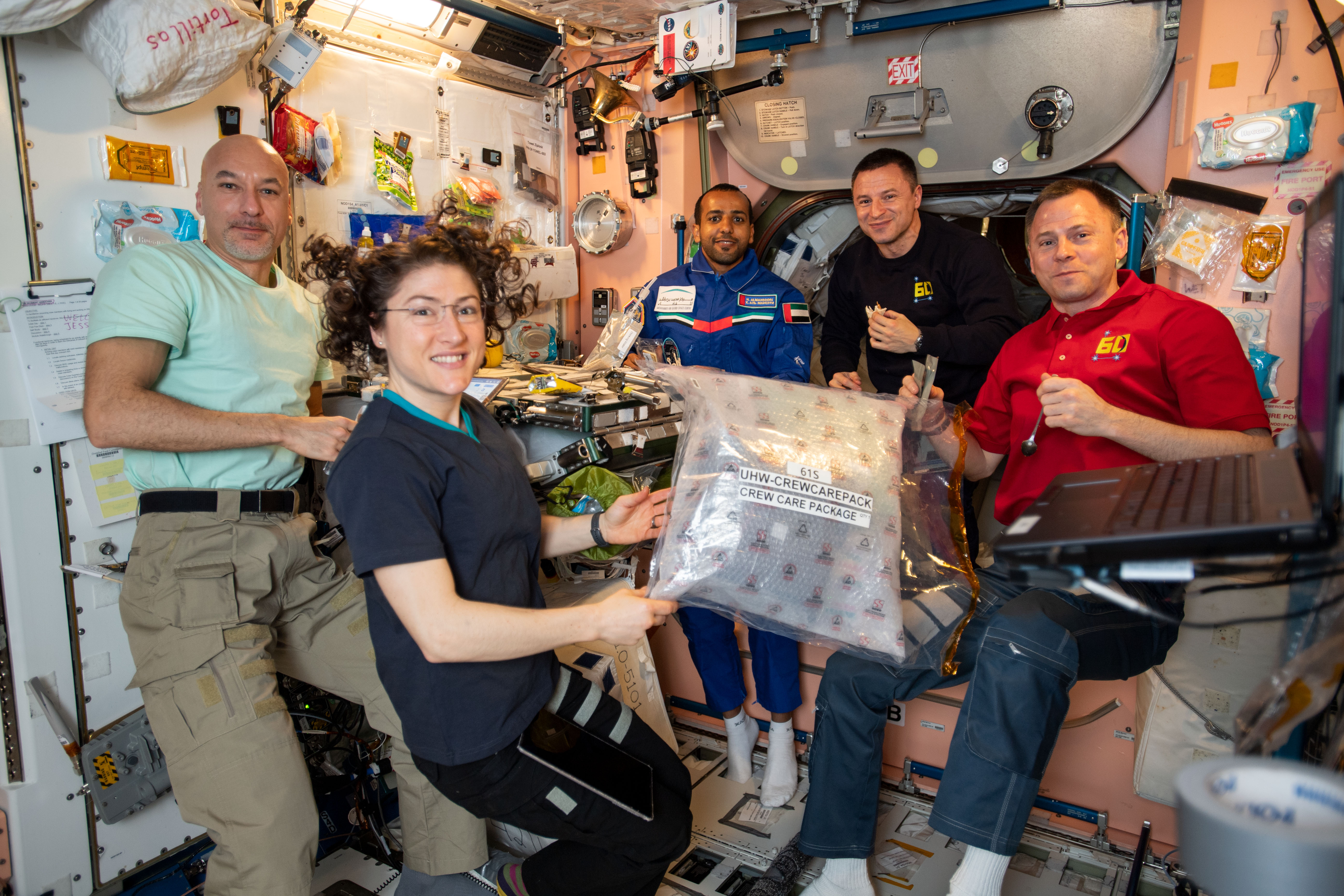
Une partie de l'équipage réuni autour d'un repas dans le module Unity
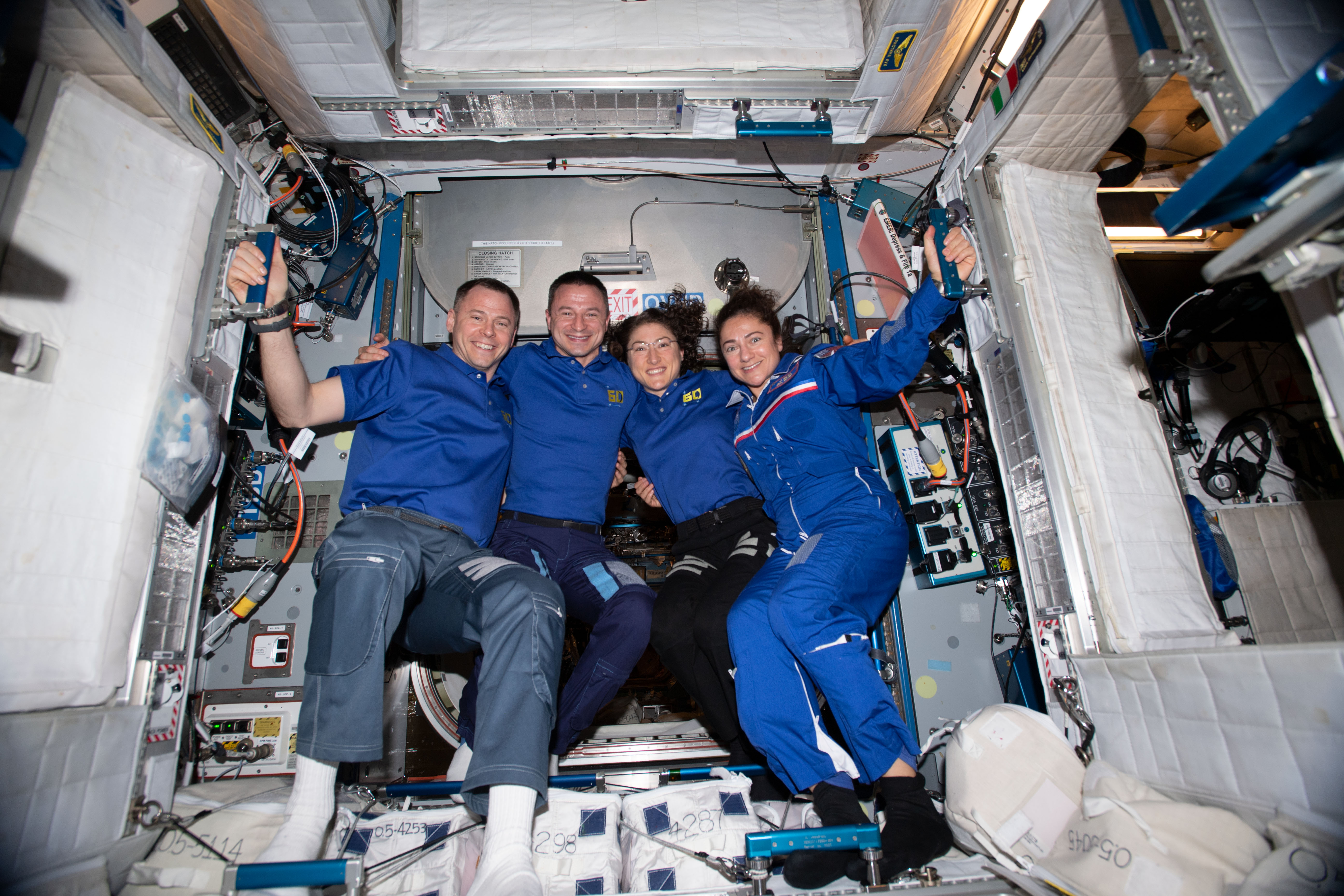
Quatre astronautes du Groupe 21 posent dans le module Harmony